# MAVEN
Pour les articles homonymes, voir Maven.
MAVEN (acronyme de Mars Atmosphere and Volatile EvolutioN) est une sonde spatiale d'exploration de la planète Mars développée dans le cadre du programme Mars Scout de l'agence spatiale américaine, la NASA, et lancée avec succès fin 2013. Mars est aujourd'hui désertique, sèche, froide (température au sol moyenne de −53 °C) et dotée d'une atmosphère très ténue (pression atmosphérique 170 fois plus faible que sur Terre). Pourtant, les indices géologiques recueillis par les engins spatiaux placés en orbite comme MRO (traces de vallées fluviales, bassins lacustres…) ou au sol comme les rovers MER et Curiosity (détection d'argiles formées en présence d'eau liquide…) démontrent que la planète Mars était autrefois (il y a environ 4 milliards d'années) chaude et dotée d'une atmosphère suffisamment dense pour permettre à l'eau de couler à l'état liquide à sa surface. L'état actuel de l'atmosphère de Mars est probablement le résultat de l'action du vent solaire, flot de particules ionisées émis en permanence par le Soleil qui, en bombardant l'atmosphère de Mars, a progressivement conduit à son échappement. La disparition du champ magnétique martien au début de l'histoire de la planète a sans doute contribué à ce processus. MAVEN, qui circule sur une orbite elliptique autour de Mars, a pour mission de déterminer les mécanismes à l'origine de la quasi-disparition de son atmosphère. À cet effet, ses instruments doivent étudier les caractéristiques de la partie supérieure de l’atmosphère de la planète exposée au bombardement solaire notamment en déterminant sa composition, mesurant le flux d'énergie solaire ainsi que le taux d'échappement actuel des différents gaz.
MAVEN est un orbiteur de grande taille (2,55 tonnes, 11 mètres d'envergure) qui emporte une charge utile constituée de huit instruments scientifiques. Pour atteindre ses objectifs, la sonde spatiale est placée sur une orbite basse elliptique qui lui permet de traverser toutes les régions de l'atmosphère martienne résiduelle. Au cours de sa mission primaire d'une durée d'un an, MAVEN doit effectuer cinq « plongées » dans l'atmosphère basse relativement dense. Une fois sa mission primaire achevée, il est prévu que la sonde puisse jouer le rôle de relais de télécommunications entre les engins spatiaux posés sur le sol martien (rover Curiosity…) et la Terre tout en poursuivant ses mesures scientifiques. MAVEN a été lancé le 18 novembre 2013 par une fusée Atlas V 401 depuis la base de lancement de Cap Canaveral et s'est placé en orbite autour de Mars le 21 septembre 2014. Le projet a un coût évalué à 671 millions de dollars américains en incluant le lancement et la gestion des opérations durant la mission primaire.

## Contexte: échappement de l'atmosphère de Mars

### Un changement climatique radical
Mars est aujourd'hui une planète désertique, froide (température moyenne de −53 °C oscillant entre −128 °C aux pôles durant la nuit polaire et +27 °C à l'équateur, à midi et lorsque la planète se trouve au plus près du Soleil). Son atmosphère très ténue (pression atmosphérique en surface de 30 millibars, soit 170 fois plus faible que sur Terre) est composée essentiellement de dioxyde de carbone (95,3 %) et contient une proportion anormalement faible de vapeur d'eau. Dans les conditions actuelles, l'eau ne peut pas exister à l'état liquide mais seulement sous forme de glace (qui peut se sublimer) ou de vapeur d'eau. Les indices géologiques recueillis par les engins spatiaux lancés vers Mars montrent que la planète a connu par le passé des conditions complètement différentes. La caméra à haute résolution HiRISE de l'orbiteur MRO a permis d'identifier des réseaux de vallées fluviales, des bassins lacustres et des formations glaciaires. Les rovers MER et Curiosity ont découvert des traces fossilisées d'anciens cours d'eau et des argiles qui ne peuvent se former que lorsque l'eau liquide subsiste sur de longues durées en surface.
Lorsque le système solaire s'est formé il y a 4,5 milliards d'années, les planètes telluriques telles que Mercure, la Terre, Vénus et Mars se sont constituées autour d'un noyau constitué de métal fondu. Les mouvements de ce noyau liquide ont généré un champ magnétique qui protégeait la surface des planètes de l'action du vent solaire en repoussant ce flot d'ions et d'électrons énergétiques émis par le Soleil. Durant plusieurs centaines de millions d'années, Mars a disposé d'une atmosphère épaisse, humide et chaude, à l'abri de son champ magnétique. Le cœur chaud a permis le développement d'une activité volcanique alimentant l'atmosphère en gaz. Mais en quelques centaines de millions d'années, ces conditions ont radicalement changé. Le cœur métallique de Mars s'est refroidi et le champ magnétique a progressivement disparu, en laissant l'atmosphère sans protection contre le vent solaire. L'eau présente à la surface a gelé en s'enfouissant dans le sol, ou s'est évaporée dans l'atmosphère. Les analyses effectuées à l'aide des instruments des sondes spatiales martiennes suggèrent que la majeure partie de l'atmosphère a disparu il y a environ quatre milliards d'années. Le rayonnement ultraviolet, qui n'était plus filtré par l'atmosphère, a stérilisé son sol. Des mesures effectuées par les sondes spatiales montrent que l'atmosphère continue à s'échapper, à un rythme plus lent, depuis cette époque. Mars Express et Phobos ont ainsi mis en évidence que des ions énergétiques des couches supérieures de l'atmosphère martienne (ionosphère) s'échappaient de manière continue dans l'espace,.
Selon les scientifiques, l'atmosphère disparue pourrait se trouver dans deux endroits : soit elle a été enfouie dans le sol par le biais de processus géologiques, soit elle s'est échappée dans l'espace interplanétaire. Les rovers martiens ont découvert des minéraux carbonés (formés de dioxyde de carbone), mais pas suffisamment pour accréditer la thèse de l'enfouissement de l'atmosphère dans le sol. L'hypothèse de l'échappement vers l'espace interplanétaire est, par contre, confirmée par la mesure des isotopes de l'argon présents dans les gaz de l’atmosphère. Les éléments chimiques, comme l'argon, existent avec différentes masses (définissant des isotopes différents), et le ratio entre ces différents isotopes est identique à l'échelle du système solaire au moment de sa formation. S'il y a échappement atmosphérique, les isotopes les plus légers sont plus susceptibles d'être affectés, ce que reflétera alors le ratio entre isotopes,,.

### Les mécanismes de l'échappement atmosphérique

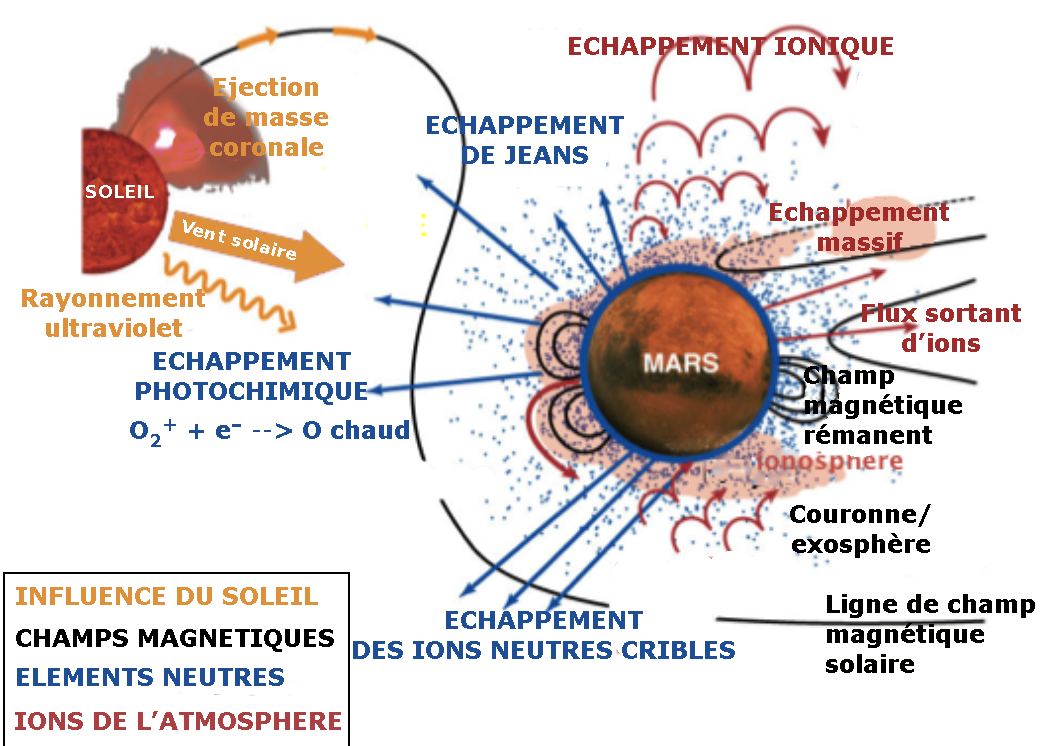
Les différents processus contribuant à l'échappement de l'atmosphère martienne.

Les données à disposition ont permis d'identifier plusieurs mécanismes qui ont pu conduire à l'échappement de l'atmosphère martienne dans l'espace interplanétaire. Le rayonnement ultraviolet et le vent solaire transforment les atomes et les molécules de la haute atmosphère, à l'origine électriquement neutres, en particules chargées (ions). Le champ électrique généré par le vent solaire peut alors agir sur celles-ci et les chasser dans l'espace. Le vent solaire peut également réchauffer les molécules de la haute atmosphère, qui échappent alors à la gravité martienne. Mais des éruptions volcaniques ont eu lieu par la suite[Quand ?], et auraient dû reconstituer l'atmosphère. La disparition de celle-ci résulte peut-être de la combinaison de plusieurs de ces mécanismes. Les mécanismes d'échappement à l’œuvre peuvent être regroupés dans deux catégories : échappement thermique et échappement non thermique.

#### L'échappement thermique
L'échappement thermique est un phénomène qui a lieu à très haute altitude, au-dessus de l'exobase, dans l'exosphère (à une altitude supérieure à deux cents kilomètres – sur Mars), région de l'atmosphère où les particules ne subissent pratiquement plus de collisions, du fait de la faible densité de l'atmosphère résiduelle. Il résulte de l'agitation normale des particules d'un gaz en équilibre thermodynamique.

##### L'échappement de Jeans
La vitesse des particules qui parviennent au-dessus de l'exobase à la suite de collisions se distribue de manière aléatoire. Celles qui sont dotées d'une grande énergie, avec une vitesse supérieure à la vitesse d'échappement et un vecteur vitesse dirigé vers le haut, échappent à l'attraction de Mars. Le réservoir de particules de ce type est reconstitué de manière continue par des particules en provenance des couches atmosphériques inférieures. L'échappement de Jeans ne joue un rôle significatif que pour les particules les plus légères (H, H2, D). C'est a priori le mécanisme qui explique la perte de la majorité de l'hydrogène neutre (non ionisé). Dans la mesure où cet hydrogène provient de l'eau, l'étude de l'échappement de l'hydrogène se confond avec l'étude de la disparition de l'eau sur Mars,.

##### L'échappement hydrodynamique
Cet échappement est un cas limite de l'échappement de Jeans dans lequel l'expulsion de l'hydrogène vers l'espace interplanétaire entraîne celle de particules plus lourdes. Il n'a joué un rôle important qu'au tout début de l'histoire de Mars, lorsque l'atmosphère primitive était riche en hydrogène.

#### Les échappements non thermiques

##### L'échappement chimique
Certaines réactions chimiques exothermiques qui ont lieu dans l'atmosphère produisent un excès d'énergie cinétique transmis aux atomes. Lorsque ces réactions se produisent près de l'exobase, dans une région où la densité est suffisante pour que des collisions se produisent, mais où elle est suffisamment faible pour que l'énergie acquise par les particules ne soit pas dissipée dans de nouvelles collisions (thermalisation), certains des atomes expulsés vers l'exosphère ont acquis suffisamment d'énergie, et donc de vitesse, pour s'échapper dans l'espace interplanétaire.

##### L'échappement ionique
Ce type d'échappement concerne les particules (atomes ou molécules) ionisées. Celles-ci sont originaires de deux régions de l'atmosphère martienne : l'exosphère et la basse ionosphère, en dessous de l'exobase. Dans l'exosphère, des ions sont produits à partir d'atomes ou molécules électriquement neutres. Ils sont alors accélérés par le vent solaire et acquièrent une vitesse suffisante pour échapper à l'attraction de Mars. Ce processus concerne principalement des ions H+ et O+. De leur côté, les ions produits dans la basse ionosphère martienne atteignent l'exobase par diffusion, et sont alors également accélérés par le vent solaire et, pour certains d'entre eux, expulsés dans le milieu interplanétaire. Les particules concernées sont principalement O2+, CO2+ et O+,.

#### Le criblage
Les ions accélérés ne s'échappent pas tous de l'atmosphère de Mars, mais certains d'entre eux ont une trajectoire tangente à l'atmosphère et finissent par percuter d'autres particules. Ils provoquent l'éclatement de molécules et transfèrent alors leur énergie aux atomes (C, N, O, Ar…) qui dans certains cas acquièrent suffisamment de vitesse pour échapper à l'attraction martienne.

##### Le rôle des météorites
Le sol de Mars a conservé les traces d'impact d'énormes astéroïdes, qui ont créé près de vingt cratères de plus de mille kilomètres de diamètre. L'onde de choc associée à ces impacts aurait également pu chasser une grande partie de l'atmosphère martienne. Ce mécanisme a pu jouer un rôle important durant le Noachien, où toutes les planètes internes ont subi un bombardement intensif de météorites. Ce phénomène pourrait être à l'origine de la disparition d'une grande partie du CO2 de Mars.

## Objectifs de la mission
MAVEN a pour mission d'évaluer le rôle des différents processus d'échappement atmosphérique déjà identifiés et, éventuellement d'en découvrir de nouveaux. La sonde spatiale doit mesurer le taux de perte sur une année et l'incidence des variations de l'activité solaire sur ce taux. La mesure du ratio deutérium sur hydrogène doit permettre d'évaluer la quantité d'hydrogène perdue par Mars depuis sa création : le deutérium est un isotope lourd de l'hydrogène qui s'échappe donc plus difficilement de l'atmosphère martienne. Les mécanismes à l'œuvre ont modifié ce ratio par rapport à la proportion d'origine établie à partir de mesures effectuées sur les comètes et astéroïdes qui sont le reflet de la composition originelle du système solaire.
Les mesures effectuées par les instruments scientifiques de la sonde MAVEN doivent permettre de remplir quatre objectifs :
- mesurer l'incidence de la perte des composés volatils de l'atmosphère martienne (dioxyde de carbone, dioxyde d'azote, eau…) sur l'histoire de Mars, de son climat, de la présence de l'eau ;
- déterminer les caractéristiques actuelles de la couche atmosphérique supérieure de Mars, de l'ionosphère et les interactions avec le vent solaire ;
- évaluer la vitesse d'échappement actuelle des gaz non ionisés et des ions dans l'espace et les processus qui en sont responsables ;
- déterminer la proportion d'isotopes stables dans l'atmosphère martienne.

Par ailleurs, MAVEN pourra remplacer MRO et Mars Odyssey dans leur rôle de relais de télécommunications entre les engins spatiaux posés sur le sol de Mars (rovers MSL, MER…) et la Terre. Les objectifs scientifiques auront toutefois la priorité durant la première phase de la mission (mission primaire).

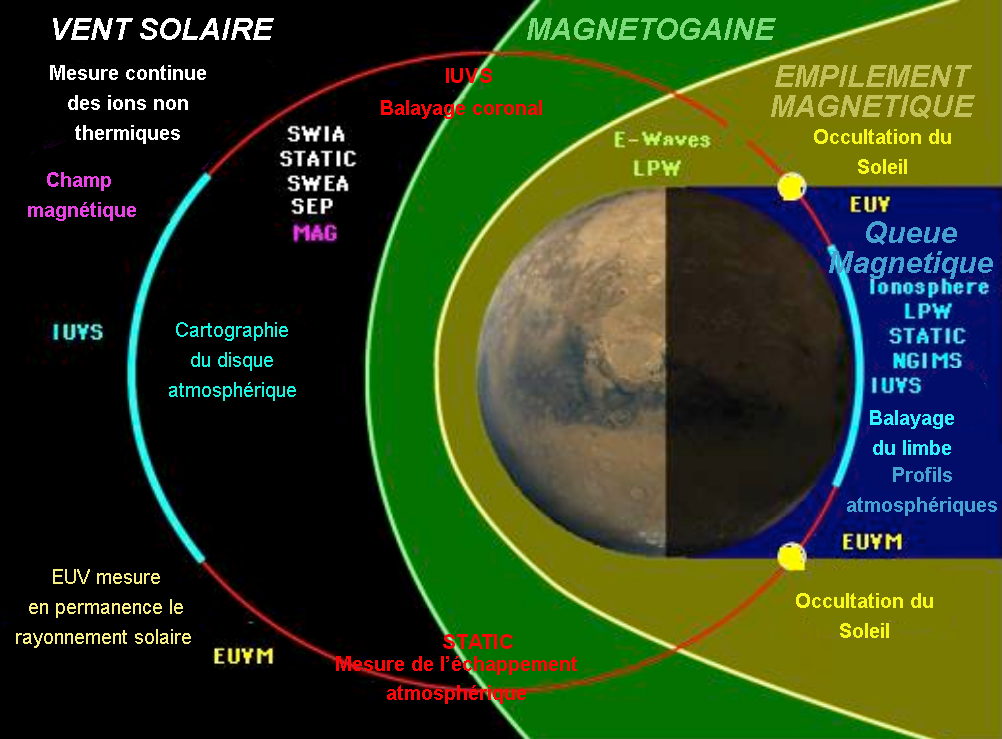
L'orbite elliptique de Maven lui permet d'effectuer des mesures dans les différentes régions de l'atmosphère martienne.

## Caractéristiques de la sonde spatiale

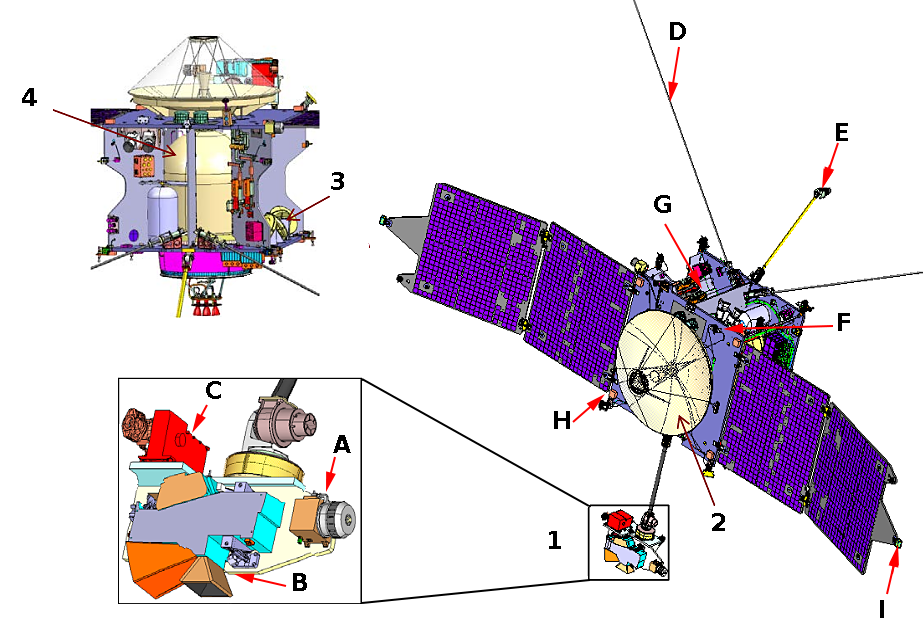
Schéma de la sonde spatiale martienne MAVEN : Instruments : A : Analyseur ions thermiques et suprathermiques STATIC - B : Spectromètre ultraviolet IUVS - C : Spectromètre de masse NGIMS - D : Analyseur électrons du vent solaire SWEA - E : Sondes de Langmuir et analyseur d'ondes LPW (x2) - F : Mesure irradiance du Soleil EUV - G : Analyseur ions du vent solaire SWIA - H : Analyseur particules énergétiques vent solaire SEP (x2) - I : Magnétomètre MAG (x2). Équipements : 1 : Plateforme orientable pour instruments - 2 : Antenne grand gain fixe - 3 : Roues de réaction - 4 : Réservoir de 1640 kg d'hydrazine.

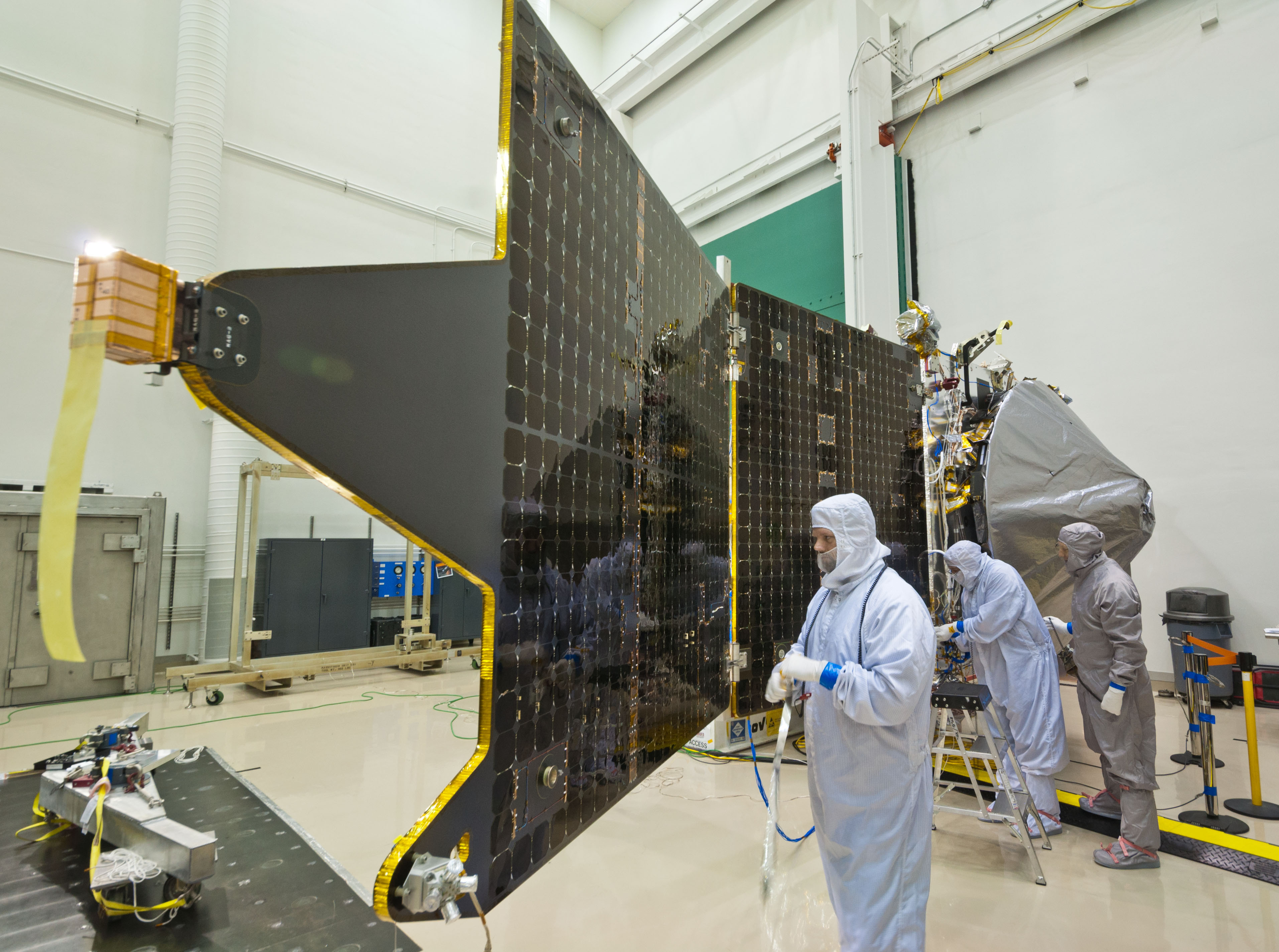
Techniciens de la NASA travaillant sur les panneaux solaires de la sonde.

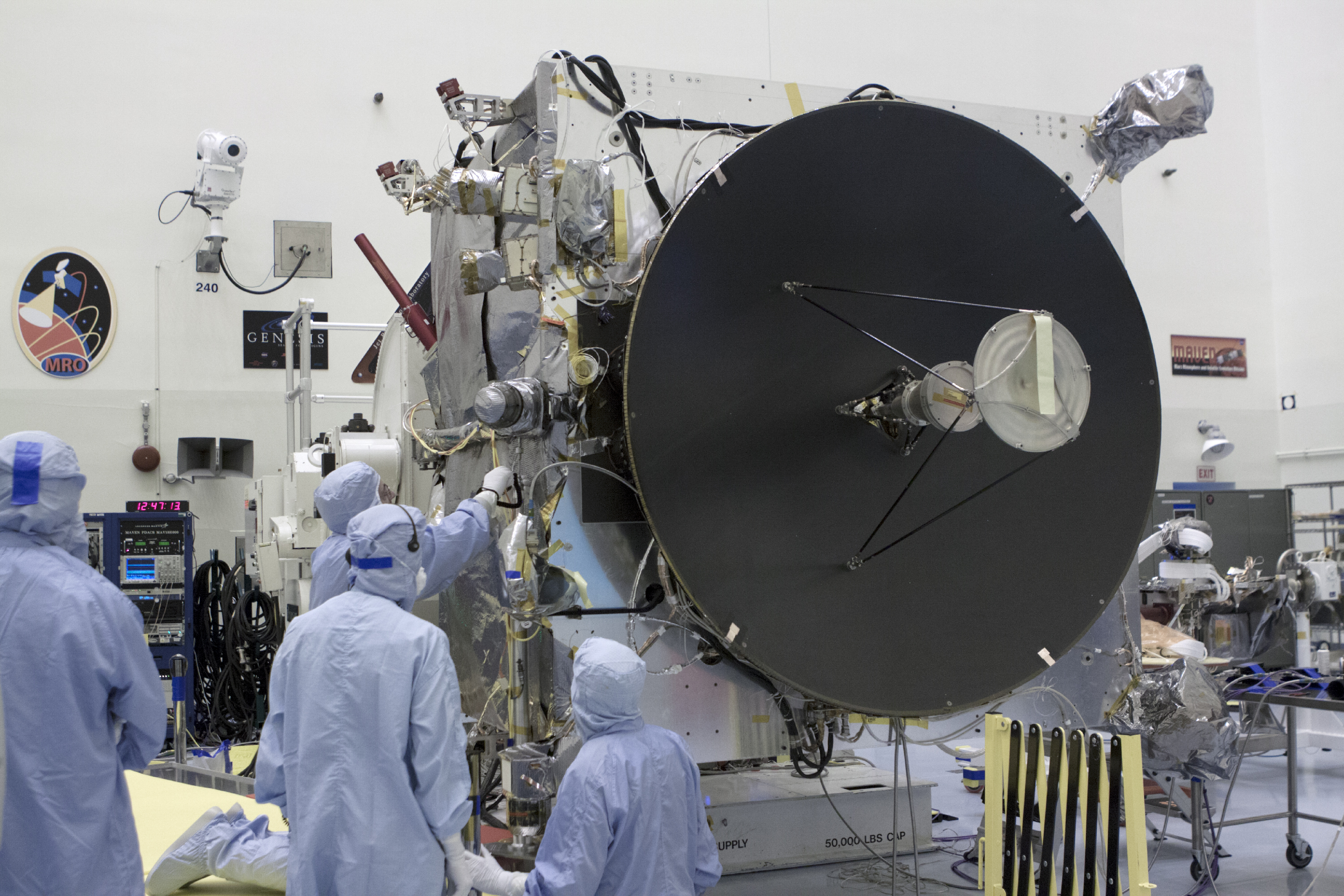
L'antenne grand gain.

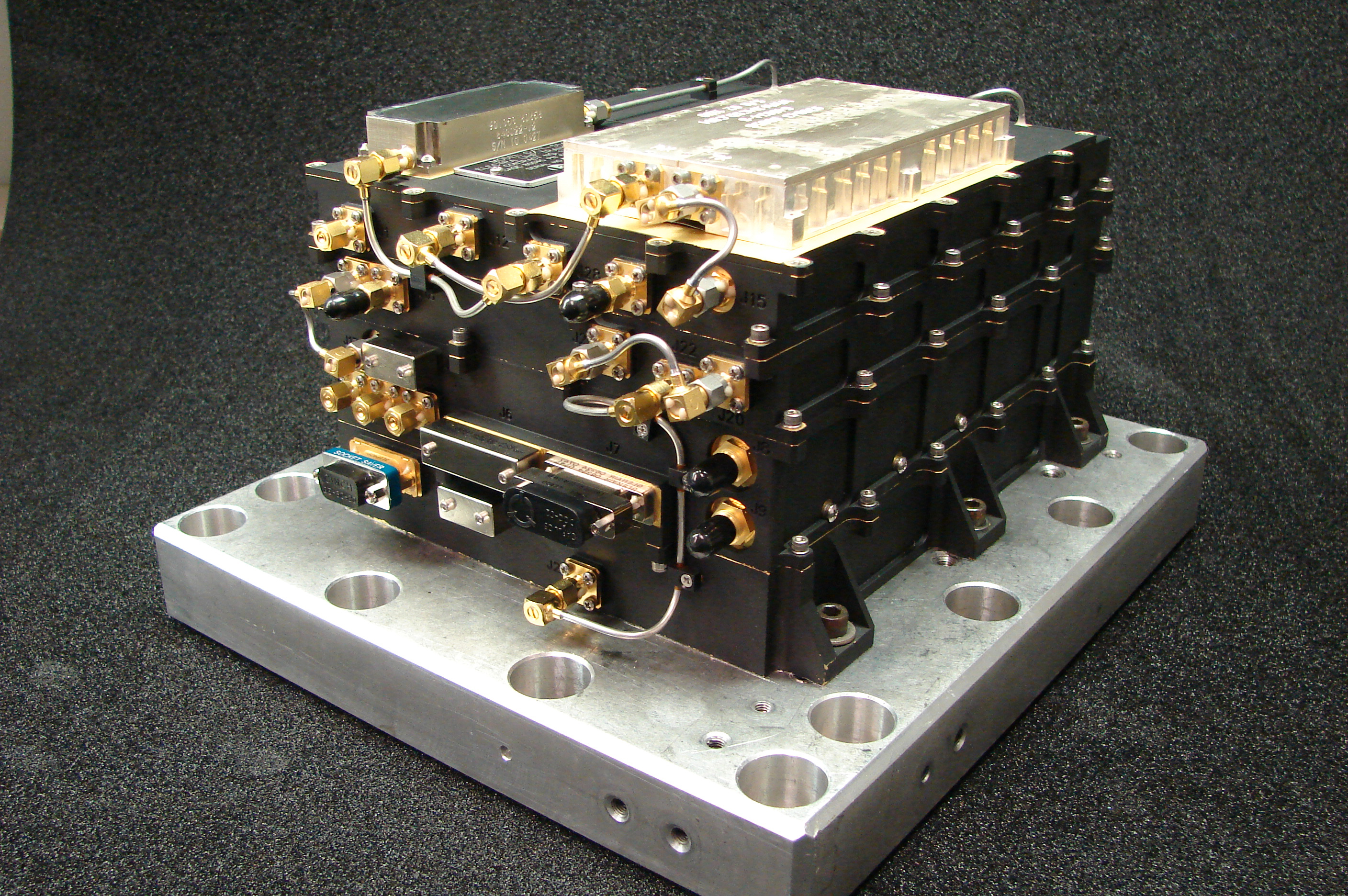
L'émetteur-récepteur radio utilisé pour communiquer en bande UHF avec les engins spatiaux à la surface de Mars.

MAVEN est une sonde spatiale de type orbiteur de grande taille : il est constitué d'un corps parallélépipédique de 3,47 mètres sur 3 avec deux ailes portant des panneaux solaires, lui donnant une envergure de 11 mètres après déploiement. Sa masse avec ergols est de 2 454 kg et de 809 kg à sec, dont 65 kg pour l'instrumentation scientifique et 6,5 kg pour le système de relais Electra. Il reprend certaines caractéristiques de la sonde spatiale Mars Reconnaissance Orbiter. Les ailes solaires constituées chacune de deux panneaux solaires ont des extrémités cambrées de 20° (en « ailes de mouette ») pour mieux résister aux « plongées » dans la partie basse, donc dense, de l'atmosphère martienne prévues au cours de la mission. Les panneaux solaires peuvent fournir jusqu'à 1 135 watts d'énergie (lorsque Mars se situe au point de son orbite le plus éloigné du Soleil) qui sont stockés dans deux batteries lithium-ion de 55 ampères-heures,.
Les moteurs-fusées de MAVEN sont monoergols et consomment de l'hydrazine (capacité d'emport 1 640 kg) et fournissent un delta-v total de 2 029 m/s. L'hydrazine est mise sous pression par de l'hélium stocké dans un réservoir en titane. La sonde spatiale dispose de six moteurs-fusées ayant chacun une poussée de 204 newtons utilisés pour l'insertion en orbite autour de Mars et de six autres propulseurs de 22,5 N utilisés pour effectuer les corrections de trajectoire durant le transit entre la Terre et Mars. La sonde spatiale est stabilisée trois axes. Le contrôle d'orientation est réalisé par des roues de réaction. Les données sont transmises à la Terre à l'aide d'une antenne parabolique grand gain fixe de deux mètres de diamètre permettant un débit de 550 kilobits par seconde. Les caractéristiques de MAVEN sont compatibles avec les fusées Atlas V (lanceur retenu) et Delta IV,,.

### Instrumentation scientifique
La sonde emporte huit instruments scientifiques dont trois (IUVS, STATIC et NGIMS) sont placés sur une plateforme orientable avec deux degrés de liberté, déployée après l'insertion en orbite autour de Mars. Ces instruments sont développés par le Centre spatial Goddard de la NASA, le Laboratory for Atmospheric and Space Physics (LASP) de l'université du Colorado à Boulder, le Space Sciences Laboratory (SSL) de l'Université Berkeley en Californie et l'Institut de recherche en astrophysique et planétologie (IRAP) de Toulouse, :
- le spectromètre de masse NGIMS (Neutral Gas and Ion Mass Spectrometer) développé par Goddard est un instrument qui doit permettre d'étudier les gaz neutres et les ions. Cet instrument sert à déterminer la composition de la haute atmosphère[N 2] et de l'ionosphère de l'homopause (limite inférieure de la région de l'atmosphère dominée par le processus de diffusion moléculaire) jusqu'à l'exobase (limite supérieure). Il doit déterminer les ratios des différents isotopes ainsi que les variations de la composition. L'instrument peut mesurer les atomes et molécules d'une masse comprise entre 2 et 150 Daltons[16] ;
- le spectromètre imageur ultraviolet IUVS (Imaging Ultraviolet Spectrometer) est développé par le LASP. Il fournit des profils verticaux des ions et atomes neutres par mesure du limbe et les propriétés de la basse atmosphère par occultations stellaires. Il est également utilisé pour réaliser des cartes du disque atmosphérique depuis son apoapside, pour cartographier le rapport deutérium/hydrogène et l'oxygène chaud, ainsi que les caractéristiques de l'atmosphère sous homopause. L'observation se fait sur la bande 110-340 nm avec une résolution spectrale de 0,5 nm. La résolution verticale est de 6 km pour le limbe. La résolution horizontale est de 200 km lors des observations faites au nadir. Les détecteurs permettent de produire une image bidimensionnelle[17].

Les six instruments suivants forment l'Instrumental Particle and Field Package (PFP), destinés à étudier le plasma :
- le magnétomètre MAG développé par le centre spatial Goddard mesure le champ magnétique complexe créé par les anomalies magnétiques de la croute martienne afin d'évaluer leur rôle dans l'échappement de l'atmosphère martienne actuelle et passée. MAG comporte deux capteurs complètement indépendants et redondants situés en bout d'aile solaire capables de mesurer l'intensité et la direction d'un champ magnétique compris entre 3 et 3 000 nT avec une précision d'1 %. La résolution temporelle est de 20 secondes[18],[19] ;
- l'analyseur d'électrons du vent solaire SWEA (Solar Wind Electron Analyzer) dont le développement est assuré essentiellement par le laboratoire français Institut de recherche en astrophysique et planétologie (IRAP, ex-CESR). L'instrument mesure l'énergie et la distribution angulaire des électrons de 5 eV à 15 eV dans l'environnement martien, détermine le taux d'ionisation d'impact, la topologie magnétique, le spectre des photo-électrons primaires de l'ionosphère, la population des électrons auroraux. Sa résolution angulaire est de 22,5° en azimut et d'au moins 14° en élévation. La résolution spectrale est de 18 % et atteint 9 % en dessous de 50 eV[20],[21] ;
- le SWIA (Solar Wind Ion Analyzer) développé par le SSL est un analyseur d'ions du vent solaire[22],[23] ;
- le SEP (Solar Energetic Particles) développé par le SSL est un instrument de mesure des particules énergétiques (protons, ions) issus du vent solaire ou de l'espace interplanétaire dont l'énergie est comprise entre 10 keV et 1 000 MeV. Les tempêtes solaires sont la principale origine de ces particules. Celles-ci contribuent par différents mécanismes - échauffement, ionisation, excitation électronique… - à l'échappement atmosphérique. SEP doit mesurer les flux de particules qui pénètrent jusqu'aux altitudes où les processus d'échappement atmosphériques sont les plus importants (entre 50 et 150 km). L'instrument mesure le spectre énergétique et la distribution angulaire des électrons ayant une énergie comprise entre 25 keV et 1 MeV et les ions ayant une énergie comprise entre 25 keV et 12 MeV[24] ;
- l'instrument STATIC (SupraThermal And Thermal Ion Composition) développé par le SSL analyse la composition des ions thermiques et suprathermiques[25],[26] ;
- l'instrument LPW (Langmuir Probe and Waves antenna) développé par le LASP regroupe une sonde de Langmuir et des antennes de mesure des ondes de plasma[27],[28],[29].

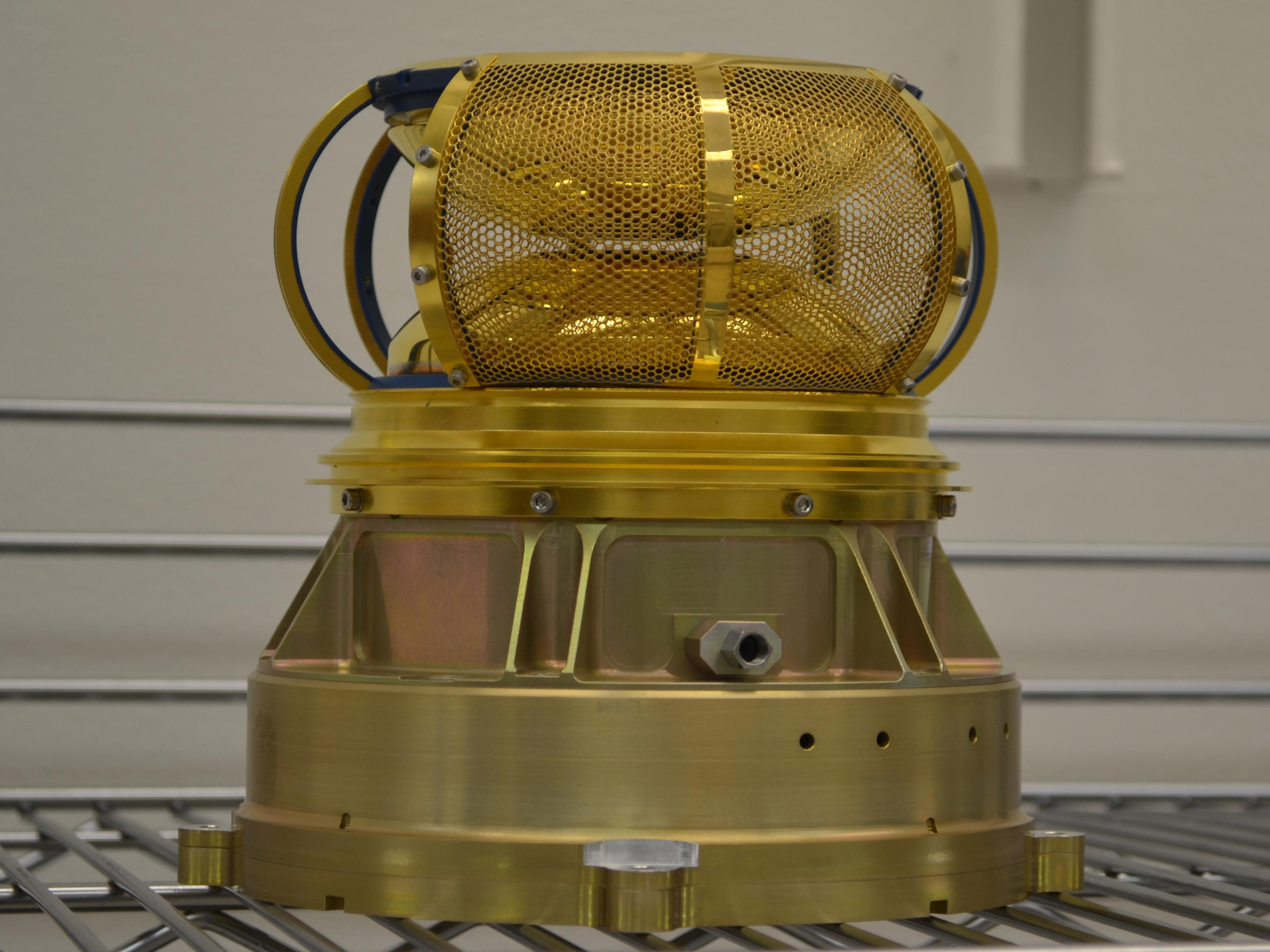
Instrument SWEA.
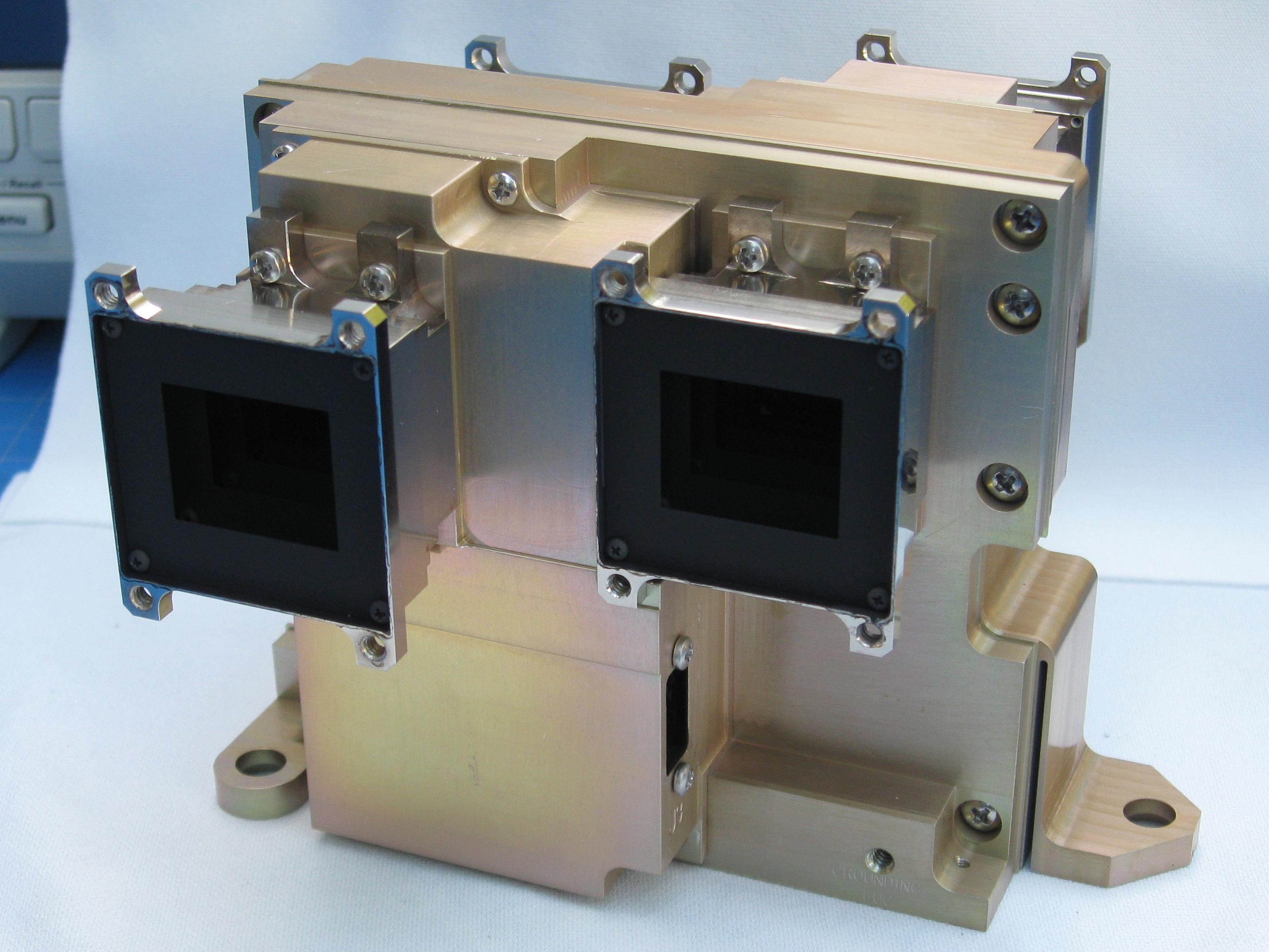
Instrument SEP.
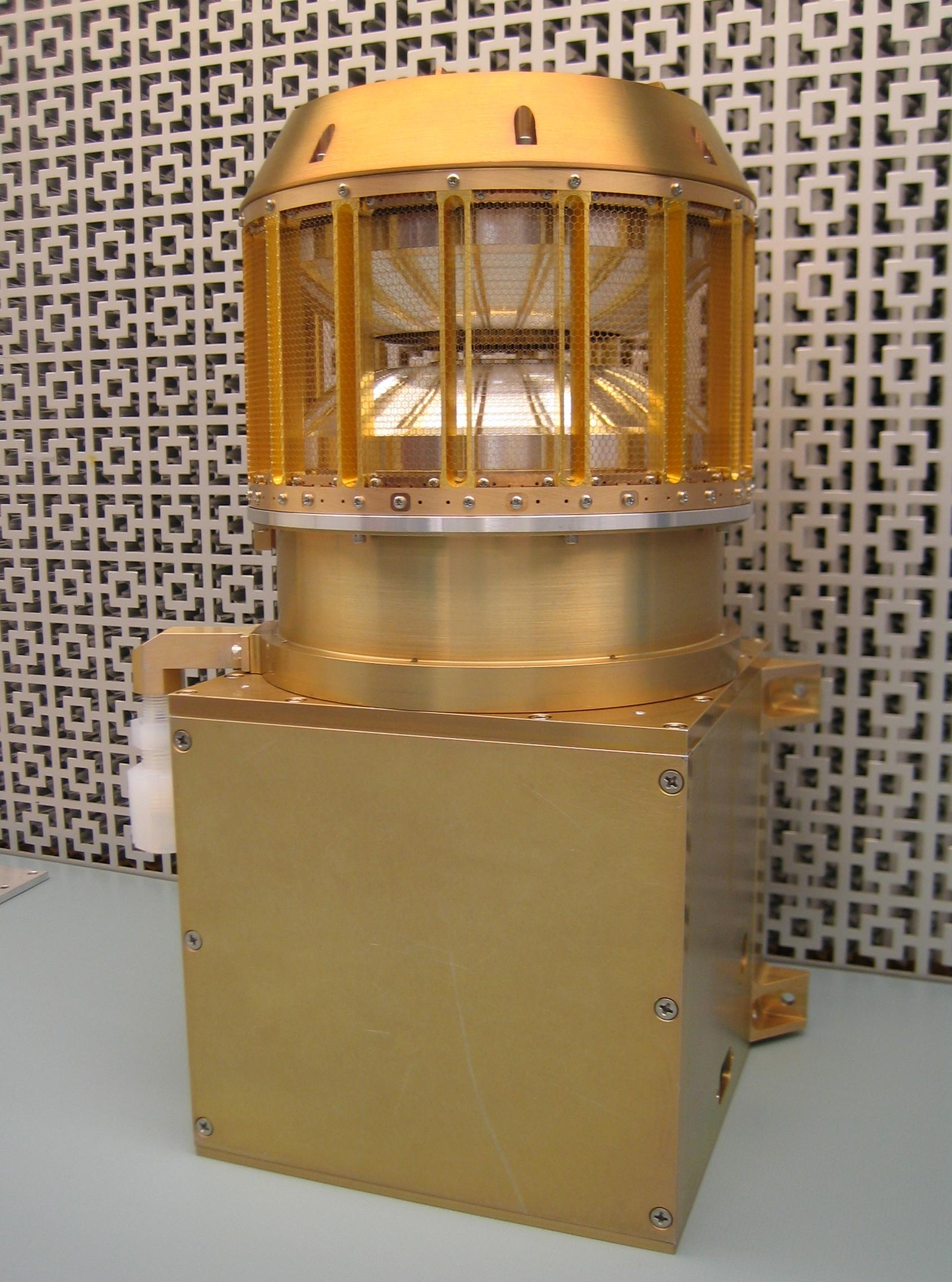
Instrument STATIC.
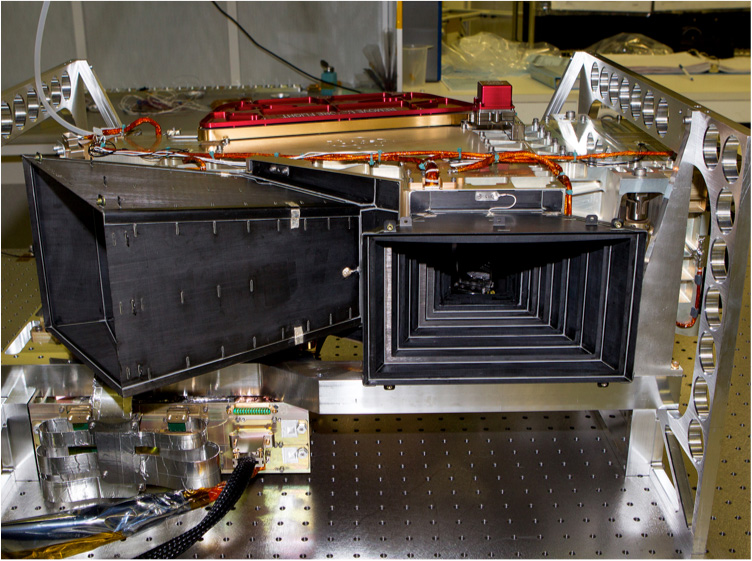
Spectrographe IUVS.
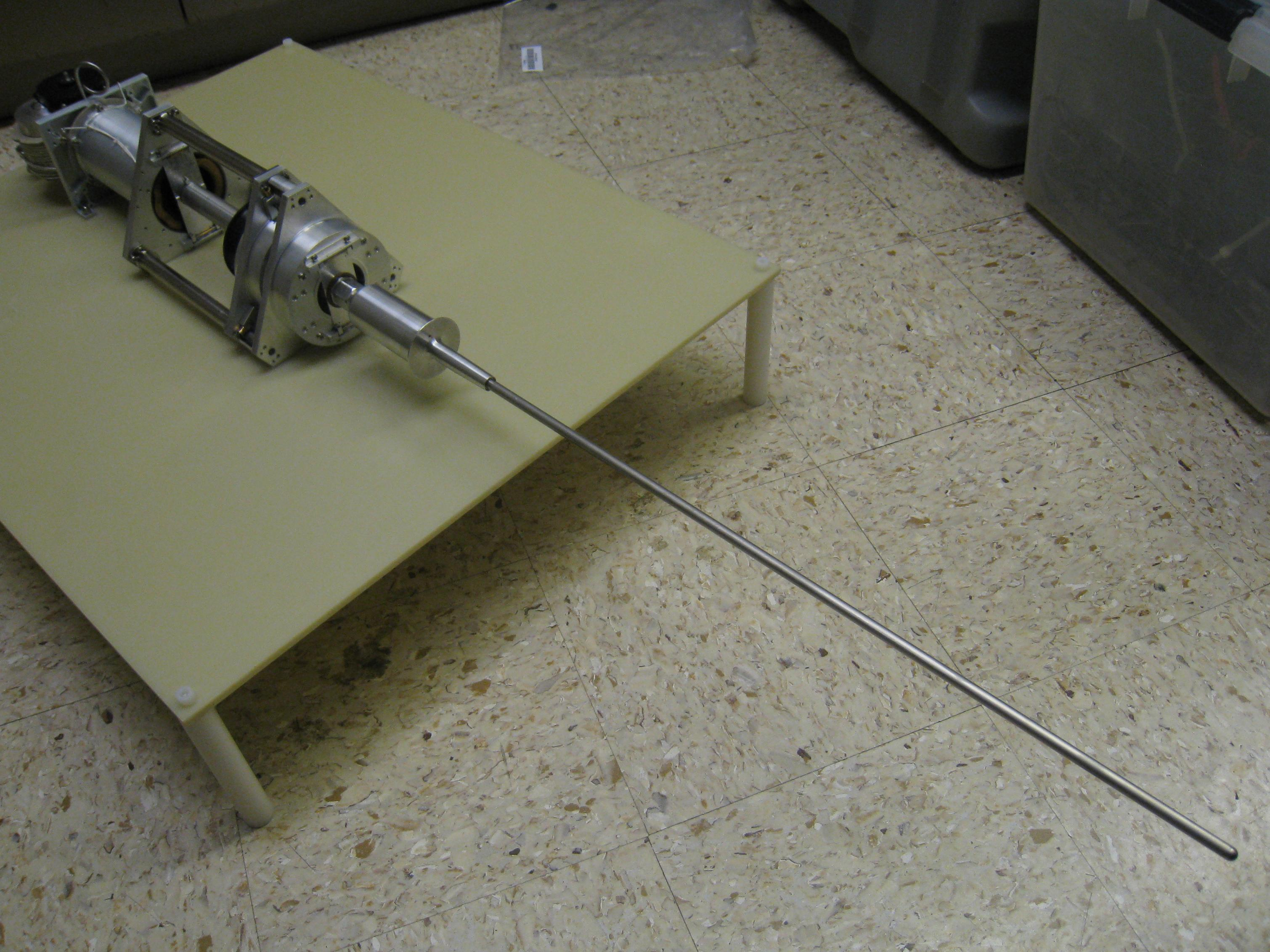
Sonde de Langmuir et antenne de mesure des ondes.

La sonde emporte le package de télécommunications Electra permettant de communiquer en bande UHF avec les rovers et atterrisseurs martiens et d'assurer ainsi le relais avec la Terre.

## Historique du projet

### Sélection de la mission (2008)

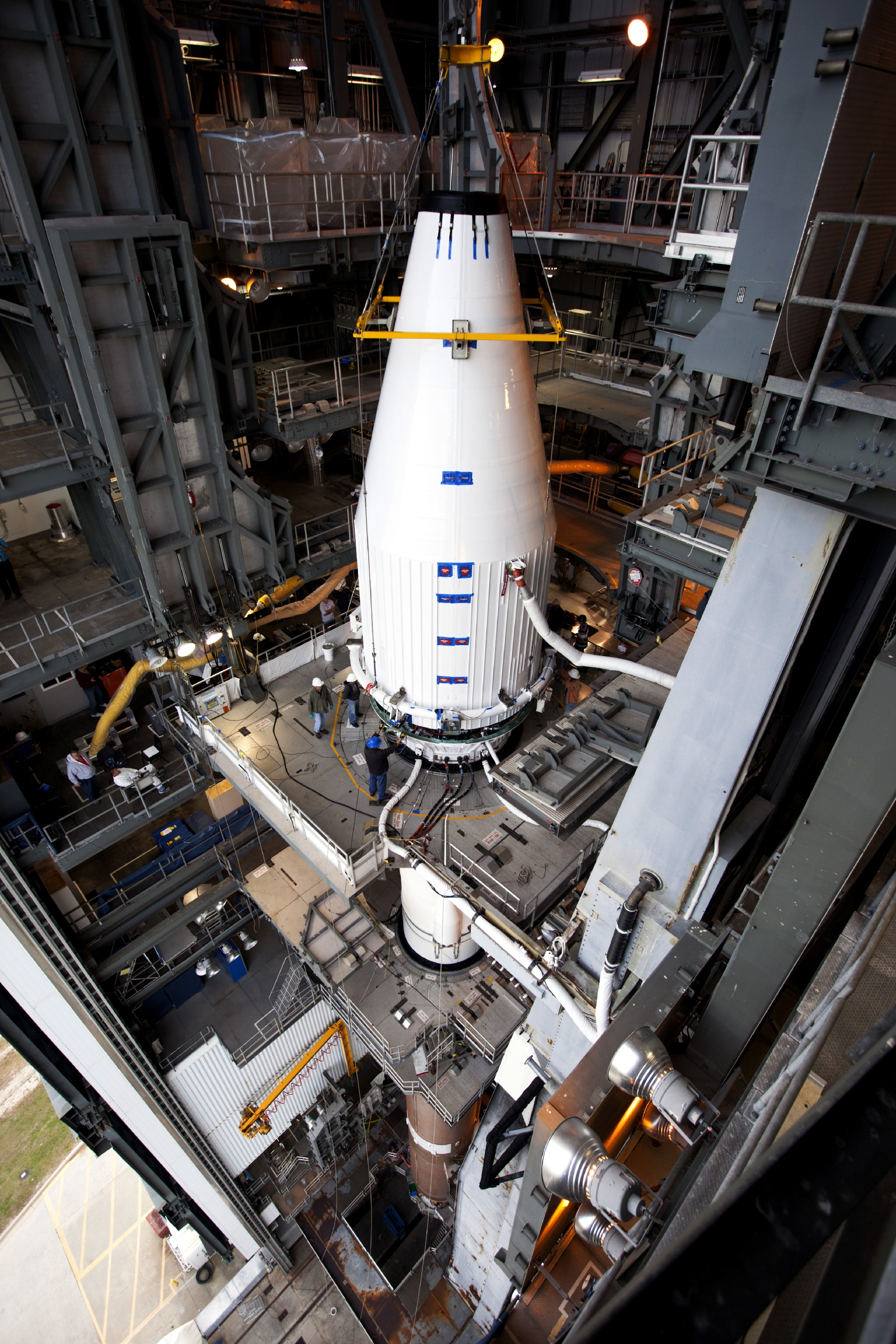
La sonde spatiale est fixée au sommet de son lanceur Atlas V.

En août 2006, la NASA lance un appel à candidatures dans le cadre de son programme Mars Scout pour une mission dotée d'un budget de 485 millions $ destinée à étudier l'atmosphère de la planète Mars. La proposition du Laboratory for Atmospheric and Space Physics de l'Université du Colorado à Boulder est retenue par l'agence spatiale le 15 septembre 2008 parmi 20 autres propositions de mission. La mission scientifique est placée sous la responsabilité de Bruce Jakosky (en) (Principal Investigator ou PI) de l'Université du Colorado. Le projet est suivi par le Centre spatial Goddard de la NASA et la fabrication de la sonde spatiale (hors instrumentation scientifique) est confiée à l'établissement de Lockheed Martin situé à Littleton dans l'état du Colorado.

### Construction de la sonde spatiale

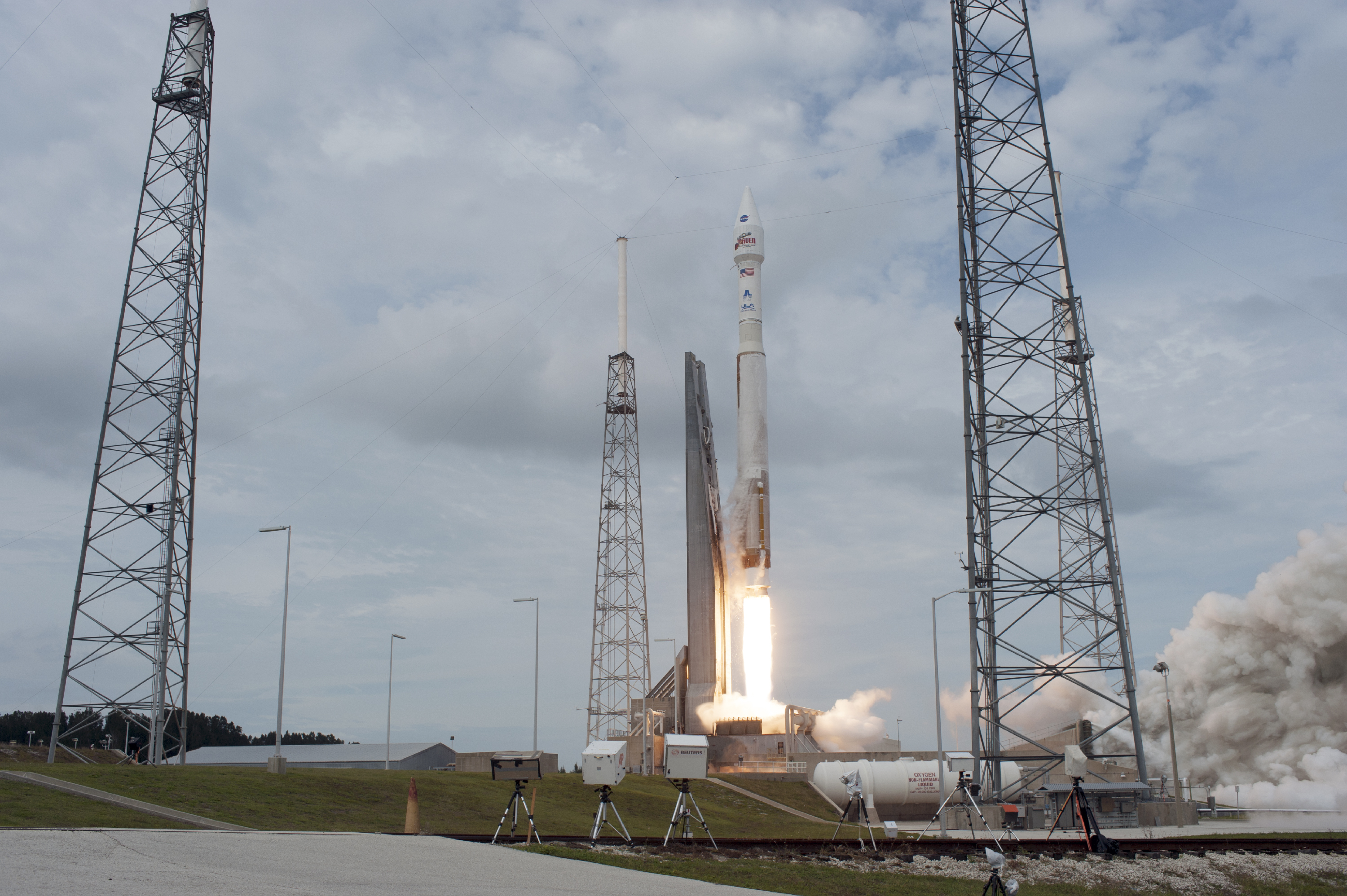
Lancement de MAVEN.

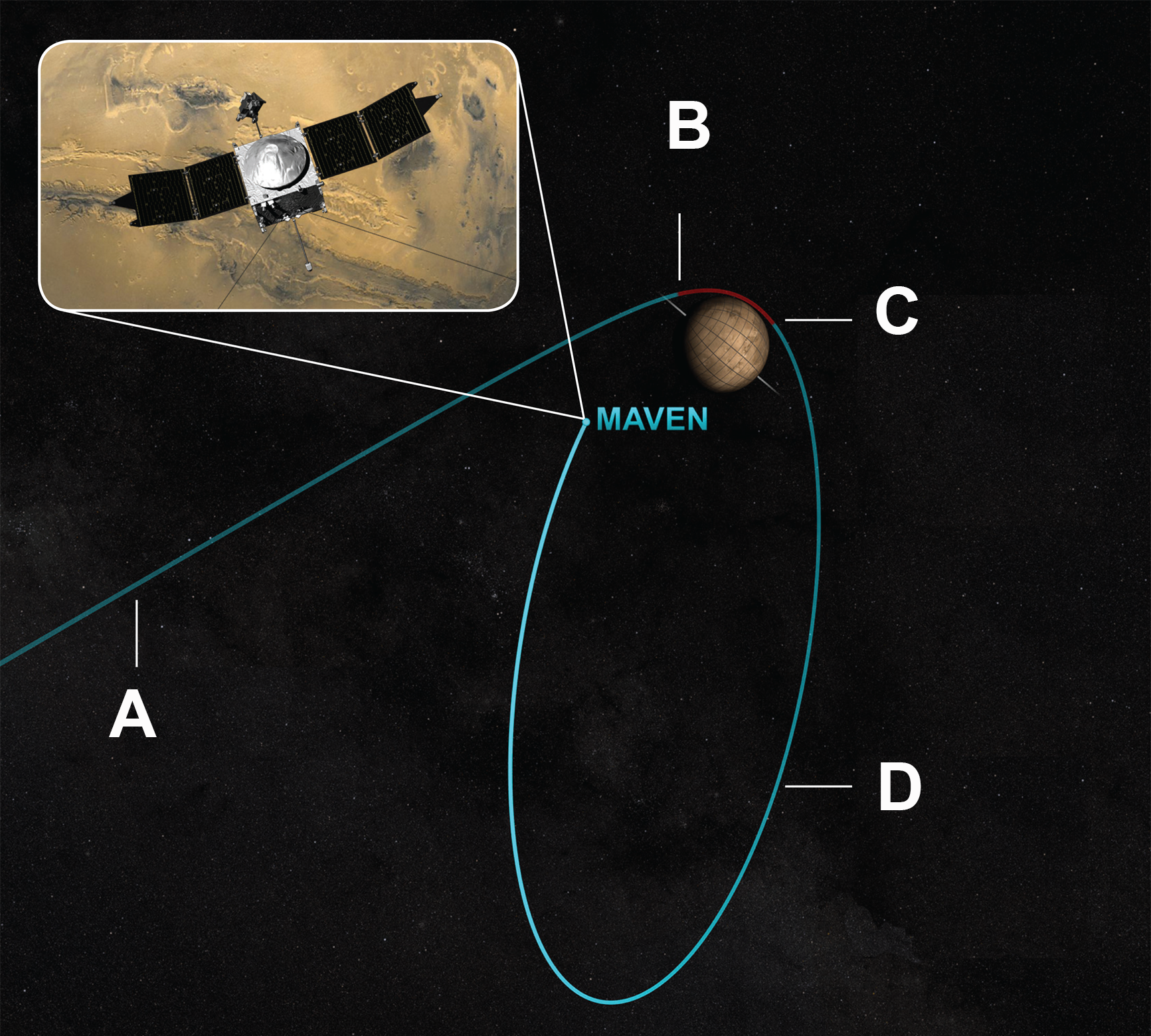
Manœuvre d'insertion en orbite autour de Mars (septembre 2014).A : trajectoire de la sonde en provenance de la Terre,
B : la sonde spatiale utilise sa propulsion pour s'insérer en orbite autour de Mars en passant à 380 km au-dessus du pôle Nord de la planète,
C : le freinage dure 33 minutes (segment rouge) et consomme la moitié du carburant embarqué, D : l'orbite initiale a une période de 35 heures. Dans les jours suivants, la sonde spatiale utilise à plusieurs reprises sa propulsion pour réduire sa période à quatre heures et demie.

Le 5 octobre 2010, une revue du projet effectuée par la NASA et le constructeur de la sonde spatiale permet de vérifier que le projet se déroule conformément au planning et au cahier des charges. L'assemblage de MAVEN s'achève début 2013 et la sonde débute à Denver la batterie de tests destinés à vérifier son comportement durant le lancement et dans l'espace : tests thermiques, de vibration, de compatibilité électromagnétique et magnétique, etc.. Le coût de la mission avec son lanceur est estimé à cette date à 671 millions US$ c'est-à-dire un montant conforme au budget prévu initialement.

### Préparatifs du lancement
La sonde spatiale doit être absolument prête pour la fenêtre de lancement vers Mars qui débute le 18 novembre et qui s'étend sur 20 jours. Le 2 août, le constructeur livre la sonde spatiale au centre spatial Kennedy où les techniciens effectuent une dernière batterie de tests, font le plein d'ergols et assemblent la sonde avec le lanceur Atlas V. Un conflit politique entre les partis républicain et démocrate entraîne le 1er octobre un arrêt des activités des institutions fédérales et en particulier des travaux en cours au centre spatial Kennedy. Le lancement de MAVEN qui doit absolument avoir lieu avant le 7 décembre sous peine d'être reporté de deux ans est alors menacé. Le 3 octobre, la NASA décide de reprendre les travaux car le report du lancement pourrait compromettre les missions des rovers martiens Curiosity et Opportunity tributaires, pour leurs communications, de satellites vieillissants que MAVEN doit remplacer.

## Déroulement de la mission

### Lancement et transit vers Mars (novembre 2013-septembre 2014)
MAVEN doit être lancée durant une fenêtre de lancement qui s'ouvre le 18 novembre 2013 et se referme le 7 décembre 2013. Le lanceur sélectionné est une fusée Atlas 5 401, version dépourvue de propulseurs d'appoint. La sonde MAVEN est mise en orbite le 18 novembre 2013 à 18 h 28 GMT depuis la base de lancement de Cap Canaveral. Après un transit entre la Terre et Mars de 10 mois, la sonde spatiale, à l'approche de cette dernière, réduit sa vitesse d'environ 1 233 m/s et s'insère en orbite le 21 septembre 2014. L'orbite atteinte est conforme à l'objectif (périapside = 380 km, apoapside = 44 000 km) et la consommation de carburant (1145 l.) n'est que légèrement supérieure (44 l.) à ce qui était prévu.

### Injection sur l'orbite finale et étalonnage des instruments (septembre-novembre 2014)

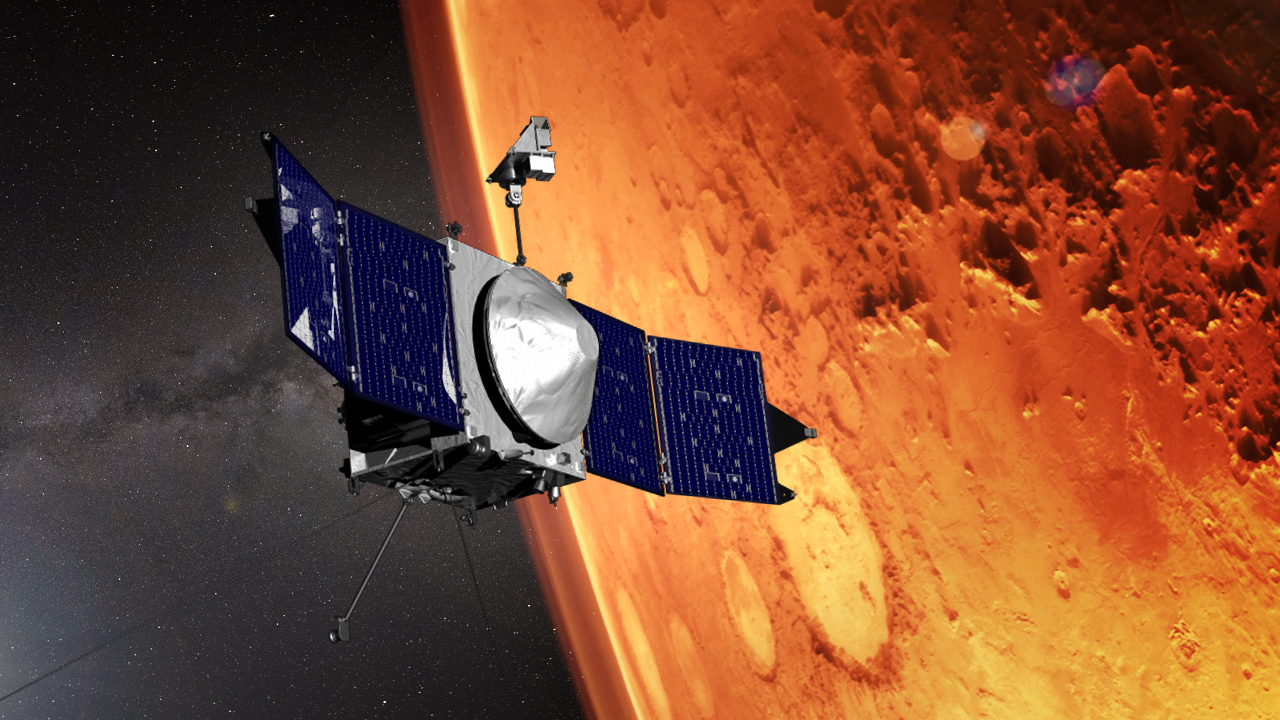
MAVEN en orbite autour de Mars avec ses instruments déployés.

La sonde spatiale effectue sept manœuvres consécutives au cours des jours suivants, dont quatre pour réduire le périapside et trois pour réduire l'apoapside. Le 24 septembre la première correction d'orbite consiste à réduire le périapside de 380 à 204 km (delta-V 8 m/s). Le 26 septembre a lieu la principale correction d'orbite, qui ramène l'apoapside 44 000 km à  8 000 km, soit une réduction de vitesse de 455 m/s. À partir du 10 octobre, différentes antennes et capteurs utilisés par 6 des instruments de la sonde spatiale sont déployés, en mettant à feu des dispositifs pyrotechniques : parmi les équipements déployés figurent deux longues antennes de 7 mètres de long utilisées par l'instrument de mesure des champs électriques et des électrons, ainsi que la plateforme orientable accueillant les instruments IUVS, STATIC et NGIMS. La phase d'étalonnage des instruments débute.
L'équipe projet décide de modifier légèrement l'orbite cible pour tenir compte de la densité de l'atmosphère observée, qui est le principal paramètre pris en compte pour la mission. Le périapside choisi est de 175 kilomètres (au lieu de 150 km) tandis que l'apoapside est fixé à 6 000 km, avec une inclinaison orbitale de 74,2°. L'orbite finale est atteinte courant novembre. L'étalonnage des instruments est encore en cours la veille du passage de la comète Siding Spring, qui passe à faible distance de Mars (139 500 kilomètres). Les instruments de MAVEN effectuent des observations de l'atmosphère de la planète immédiatement après son passage, avant de pointer le spectrographe imageur IUVS vers la comète pour analyser ses émissions dans le spectre ultraviolet, et en déduire des données sur sa composition, puis analyse la réaction de l'atmosphère de Mars lorsque plusieurs tonnes de poussière issue de la queue de la comète pénètrent dans celle-ci. Les données collectées par les instruments de MAVEN et des autres vaisseaux en orbite autour de Mars montrent que de nombreux atomes de métaux, sous forme ionisée ou atomique, ont été injectés dans l'atmosphère, mais que ceux-ci ont rapidement disparu à la suite de processus physiques et chimiques indéterminés. Le 6 novembre MAVEN joue pour la première fois le rôle de relais en survolant le rover Curiosity à une altitude comprise entre 1 100 et 3 700 kilomètres, et en récupérant, grâce à son récepteur UHF Electra, 500 megabits de données au cours de la passe, qui sont transférés par la suite vers la Terre. La sonde spatiale entame sa mission primaire mi novembre, après l'achèvement de la phase d'étalonnage des instruments.

### Mission primaire (novembre 2014- novembre 2015)
Durant la majeure partie de sa mission, la sonde spatiale est orientée de manière que ses panneaux solaires soient pointés vers le Soleil sous un angle optimal,. Une aurore boréale est observée durant cinq jours, juste avant le 25 décembre. Elle pénètre à une profondeur inattendue dans l'atmosphère. Sa survenue coïncide avec une poussée de l'activité solaire.
MAVEN commence sa première campagne de plongée dans l'atmosphère martienne le 10 février 2015. Celle-ci débute par un abaissement du périapside de 175 à 131 km, qui est obtenu par une manœuvre effectuée au périapside, en modifiant la vitesse de quelques mètres par seconde. La campagne dure 5 jours, au cours desquelles la sonde spatiale exécute 20 orbites et effectue donc 20 passages dans une partie plus dense de la haute atmosphère. La densité, qui est en temps normal de 0,05 kg/m³, monte jusqu'à 2-3,5 kg/m³ durant les 10 minutes que dure chaque passage. Durant ces passages à basse altitude, la sonde spatiale adopte une configuration particulière. Durant toute la campagne, une liaison radio permanente est maintenue grâce à la mobilisation du réseau d'antennes DSN. A l'issue de la campagne, deux manœuvres sont effectuées pour rétablir le périapside à 150 kilomètres.
Au cours des mois suivants, les données fournies par la sonde de Langmuir permettent de découvrir un nuage de poussière persistant stagnant à très haute altitude (entre 150 et 300 km), qui a été éjecté de l'atmosphère par un processus mystérieux. La deuxième campagne de plongée dans l'atmosphère martienne débute le 18 avril, et cette fois le périapside est abaissé jusqu'à 131,5 km. Pour disposer d'un bon éventail de mesures, cette campagne d'observation, comme les suivantes, se déroule au-dessus d'une région différente et à des heures de la journée différentes. Au cours des manœuvres de changement d'orbite en début et en fin de campagne, le delta-V total est de 12,4 m/s. Le périapside de MAVEN est ramené à l'issue de la campagne à une altitude de 168 km. Durant trois semaines au milieu de juin, Mars passe derrière le Soleil (vu de la Terre) et les communications sont interrompues ou perturbées. Durant cette période, les expériences scientifiques sont arrêtées et la sonde spatiale est placée dans une configuration sécurisée. Début novembre, la mission primaire s'achève et quatre des cinq campagnes de plongée dans l'atmosphère ont été effectuées. Les résultats obtenus ont permis de mesurer le volume de gaz arraché par le vent solaire et de confirmer le rôle sans doute majeur joué par ce processus dans la disparition de l'atmosphère primitive de la planète Mars.

### Extension de mission
Début novembre MAVEN entame sa première extension de mission. La sonde spatiale dispose de suffisamment de carburant pour permettre de mener des investigations scientifiques durant neuf autres années. L'objectif est de maintenir sur cette orbite à l'orbite basse (qui nécessite du carburant car elle impose de relever régulièrement le périapside) durant au moins 29 mois, puis en circulant sur une orbite plus haute pour limiter la consommation d'ergol. Des plongées dans l'atmosphère pourront être réalisées durant cette période, au détriment de la longévité de la sonde. Durant l'extension de mission, MAVEN pourra servir temporairement de relais de télécommunications entre les rovers et les atterrisseurs martiens d'une part et la Terre d'autre part. L'arbitrage entre les activités de télécommunications et les tâches scientifiques dépendra de l'état de santé des autres satellites jouant le même rôle (MRO et Mars Odyssey),.
En décembre 2015 MAVEN passe à plusieurs reprises à faible distance (moins de 300 km) de la lune de Mars, Phobos, ce qui lui permet d'effectuer des mesures de la composition de sa surface fournissant des indices supplémentaires sur son origine. Mais le 6 mars 2017 MAVEN se trouve sur une trajectoire de quasi collision avec la lune. Les contrôleurs au sol décident de modifier légèrement la trajectoire de MAVEN pour l'éviter et réduire le risque, en modifiant la vitesse de la sonde spatiale de 0,6 m/s.

## Résultats de la mission
L'analyse des mesures effectuées par les instruments de la sonde spatiale MAVEN a été rendue publique dans le cadre d'une première étude publiée en novembre 2015. Celle-ci confirme le rôle du vent solaire dans la quasi-disparition de l'atmosphère martienne. Les mesures montrent que 100 grammes d'atmosphère sont arrachés chaque seconde par le vent solaire, et que ce volume s'accroit considérablement à chaque éruption solaire. Au bout de plusieurs milliards d'années, ce processus, compte tenu de la fréquence beaucoup plus élevée des éruptions solaires lorsque le Soleil était plus jeune, est sans doute la raison principale de la transformation de l'atmosphère martienne. L'échappement de l'atmosphère peut s'effectuer au niveau de trois régions : dans les couches supérieures de l'atmosphère martienne, au niveau des pôles et dans la queue formée par le vent solaire à l'opposé de la direction du Soleil. Les mesures effectuées par les instruments de MAVEN indiquent que l'échappement avait lieu à hauteur de 75 % au niveau de la queue et de près de 25 % au niveau des pôles.

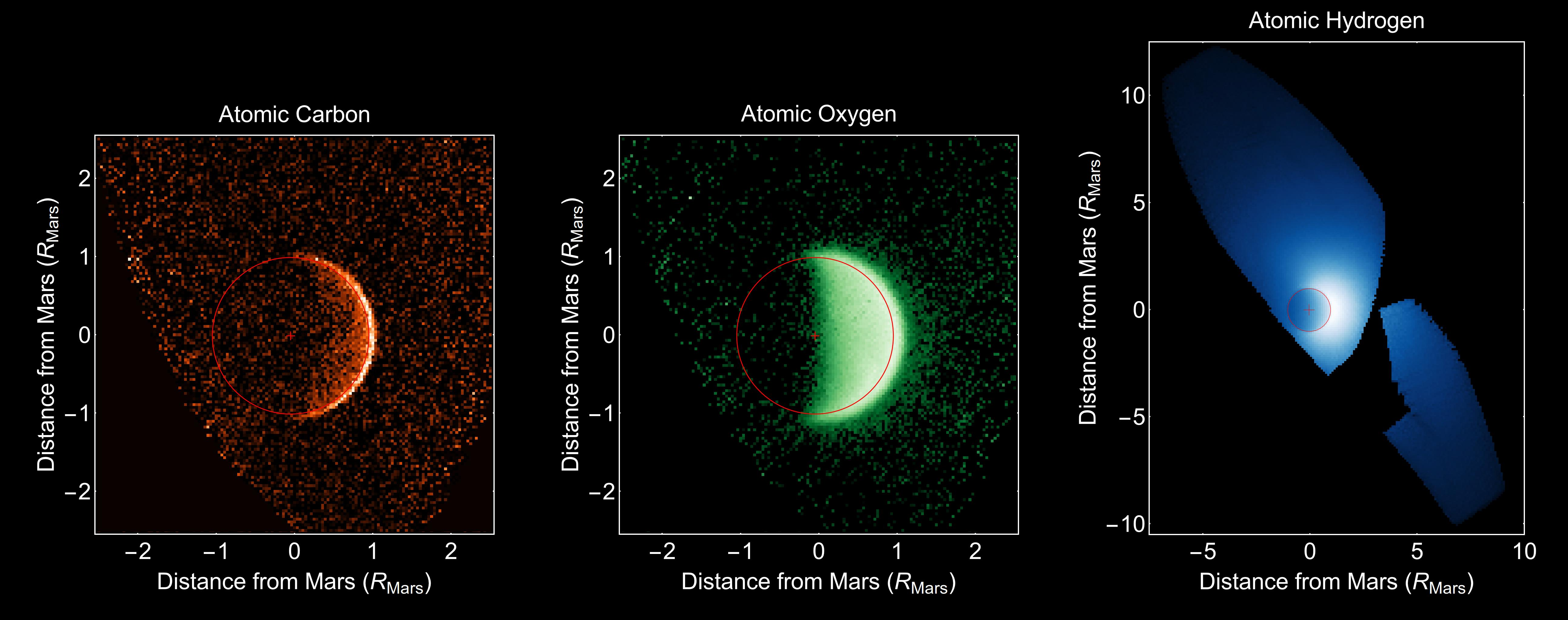
Image prise par l'instrument IUVS montrant les atomes de carbone, d'oxygène et d'hydrogène s'échappant de l'atmosphère de Mars.

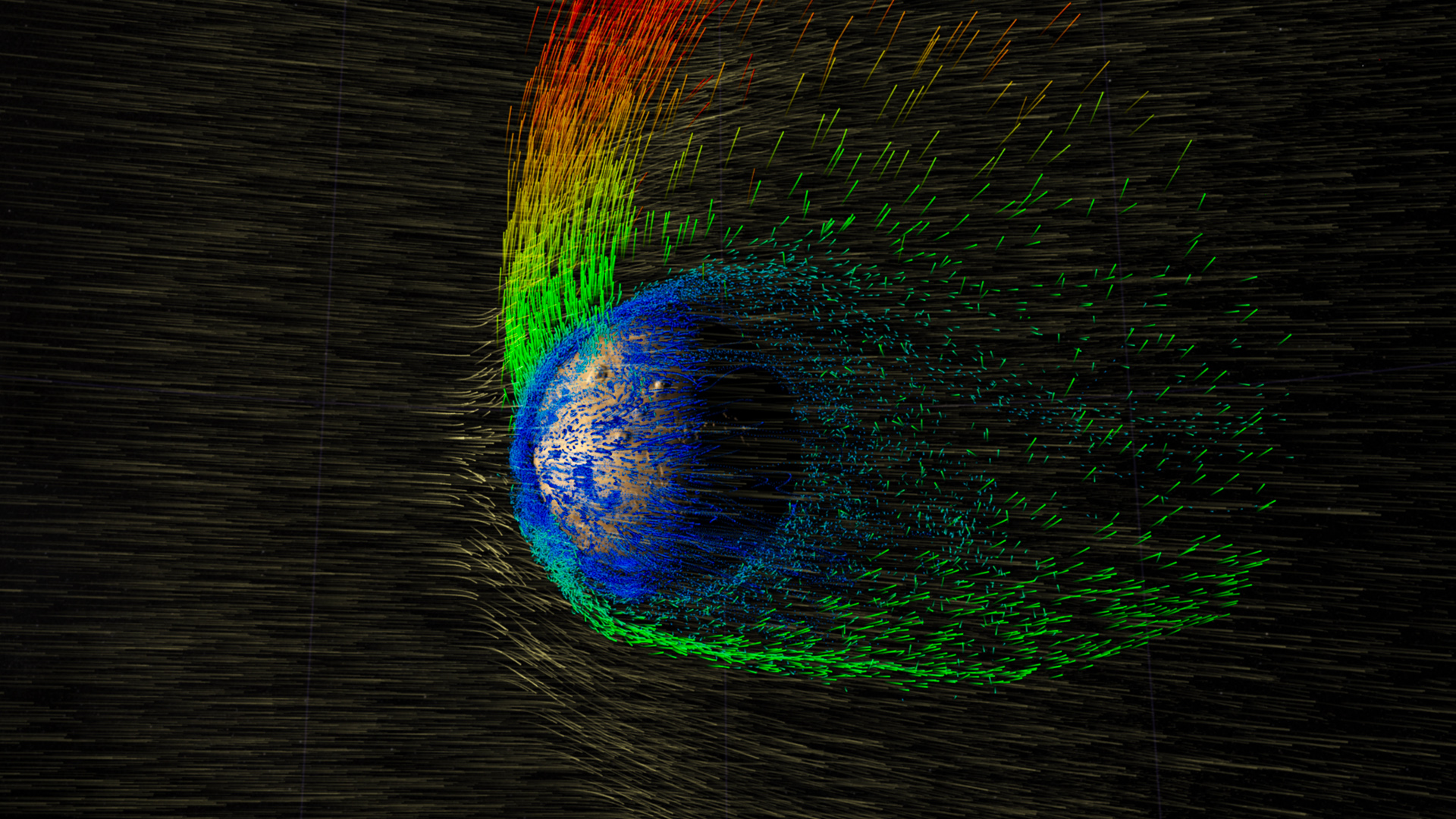
Simulation montrant le vent solaire arrachant (venant de la gauche) et ionisant des atomes de l'atmosphère de Mars : les particules ayant acquis à travers ce processus le plus d'énergie (en jaune et rouge) sont expulsés au niveau des régions polaires tandis que les particules de moyenne énergie (en vert) sont expulsées dans la direction opposée à celle du vent solaire (et donc du Soleil).

Parmi les autres résultats obtenus :
- le taux d'échappement de l'hydrogène varie fortement en fonction de la saison avec un taux multiplié par 10 durant le solstice d'été de l'hémisphère sud. Par contre la distance entre Mars et le Soleil ne semble pas avoir d'influence notable sur ce taux[48].
- l'ionosphère de Mars joue un rôle critique dans la perte des gaz et de l'eau de Mars. MAVEN a effectué la première mesure de la composition de l'ionosphère de Mars depuis les orbiteurs Viking en 1976. Mais contrairement à ces sondes spatiales, MAVEN a effectué une cartographie s'étendant à la face nocturne[49].
- des nuages de poussière ont été observés à très haute altitude entre 150 et 300 kilomètres. Cette observation est inattendue, et on ne sait pas si ces nuages sont permanents ou sont un phénomène transitoire. L'origine de ces nuages pourrait être la couche basse de l'atmosphère ou de la poussière produite par les deux lunes de Mars, Phobos et Deimos, qui aurait été repoussée par le vent solaire, ou encore de la poussière produite par les comètes durant leur passage près du Soleil[50].
- le champ magnétique martien a été complètement cartographié à différentes altitudes. A la surprise des scientifiques, en dessous de 300 km d'altitude, les boucles magnétiques dominent la planète entière, y compris au-dessus de l'hémisphère nord pourtant faiblement magnétisé. A des altitudes plus élevées (vers 800 kilomètres), les lignes magnétiques sont ouvertes sauf au-dessus de quelques régions plus fortement magnétisées[51].
- pour la première fois des instruments ont observé sur une planète autre que la Terre les sous-produits de la poussière interplanétaire présente dans l'atmosphère martienne. Ces particules, en pénétrant à grande vitesse dans les couches denses, chauffent et fondent en produisant des atomes neutres et des ions de magnésium, fer et sodium. Ces ions, qui ont été bien étudiés sur Terre, ont une durée de vie longue. Produits dans la mésosphère ils se dispersent à haute altitude. L'instrument NIGSM a pu mesurer les concentrations de ces ions métalliques, qui affectent les processus à l'origine de la formation des nuages[52].
- les observations combinées des instruments SWIA, STATIC et MAG ont permis d'observer des ondes de Kelvin-Helmholtz à la limite de l'ionosphère et de la magnétogaine[53].

## Honneur
L'astéroïde (120131) MAVEN porte son nom.